# Вила-Реал (округ)
Округ Вила-Реал (порт. Distrito de Vila Real) — округ в северной Португалии.
Округ состоит из 14 муниципалитетов. Входит в Северный регион. Распределён между тремя статистическими субрегионами: Алту-Траз-уш-Монтеш, Дору, Тамега. Ранее входил в состав провинции Траз-уж-Монтиш-и-Алту-Дору. Территория — 4309 км². Население — 206 661 человек (2011). Плотность населения — 47,96 чел./км². Административный центр — город Вила-Реал.

## География
Регион граничит:
- на севере — Испания
- на востоке — округ Браганса
- на юге — округ Визеу
- на западе — округа Брага и Порту

## Муниципалитеты
Округ включает в себя 14 муниципалитетов:
1. Мондин-де-Башту
2. Шавиш
3. Монталегре
4. Санта-Марта-де-Пенагиан
5. Саброза
6. Мезан-Фриу
7. Рибейра-де-Пена
8. Алижо
9. Ботикаш
10. Вила-Реал
11. Вила-Пока-де-Агиар
12. Валпасуш
13. Мурса
14. Пезу-да-Регуа